# Edizioni Alegre
Edizioni Alegre è una casa editrice cooperativa italiana dedita alla pubblicazione di opere di orientamento marxista.

## Storia
La società cooperativa giornalistica nasce da un'idea dei suoi tre soci - Salvatore Cannavò, Checchino Antonini e Giulio Calella - nel 2003 durante la stagione dei movimenti, dai no-global al movimento per la pace. Il nome della casa editrice si ispira alla città brasiliana di Porto Alegre, che in quegli anni ospitava le prime sessioni del Forum sociale mondiale.
L'intuizione da cui è nata è rimasta ad orientamento per la casa editrice. Quelle istanze, motivazioni e quella generazione sono ancora considerate le risorse per recuperare ragioni di un pensiero critico e di una possibilità di trasformazione, nel tempo in cui la sinistra politica si spinge fino alla propria scomparsa. Quel pensiero e quella possibilità rimangono le coordinate del lavoro culturale di Edizioni Alegre per provare a raccordare e far incontrare le nuove forme della politica con il punto di vista dei "vinti" benjamiani, con le culture della sinistra che sono uscite sconfitte dal fallimento novecentesco, non ultimo quel marxismo critico, creativo e libertario, che resta una risorsa inesplorata.
Il 4 dicembre 2009 la casa editrice avvia il progetto del quotidiano on-line ilmegafonoquotidiano.it, un esperimento che punta a coniugare notizie, analisi, commenti, inchieste e video, facendo incrociare le idee e la cultura delle sinistra alternativa, italiana e internazionale, con i temi e le proposte dei movimenti sociali.
Dal 2003 al 2013 redige la rivista bimestrale Erre, di cui è direttore Salvatore Cannavò. Dal 2010 al 2017 edita per 15 numeri il semestrale di letteratura sociale Nuova Rivista Letteraria diretta da Stefano Tassinari.
In occasione del centenario della rivoluzione d'ottobre la casa editrice è impegnata nella ripubblicazione dei volumi della Storia della rivoluzione russa di Lev Trotzky, tradotti da Livio Maitan e con una nuova cura redazionale.
Da novembre 2018 pubblica il periodico trimestrale Jacobin Italia, edizione italiana di Jacobin, in forma autonoma ma collegata all'omonima rivista statunitense.

## Le collane
- Futuro anteriore, raccoglie riflessioni inedite, intorno a idee e categorie interpretative da sperimentare, nuove proposte di forme e pratiche della politica, percorsi inesplorati per affrontare la realtà.
- Tracce, indaga la storia, dal punto di vista dei "vinti", per ricostruire criticamente le vicende, le analisi e i protagonisti dei movimenti del Novecento.
- Sulla frontiera, indaga "il nuovo disordine mondiale", il lascito della vecchia "guerra infinita" e le novità della geopolitica.
- Marxiana, pubblica testi classici del pensiero marxista inediti, introvabili o poco conosciuti, accompagnati da nuove e ampie introduzioni critiche.
- Studiare con lentezza, indaga la natura attuale e passata dei movimenti studenteschi, da sempre protagonisti delle fasi di trasformazione, dal particolare angolo di visuale del soggetto sociale studentesco.
- Tempi moderni, indaga il presente con gli occhi dell'impegno politico, civile, giornalistico.
- Strumenti, pubblica edizioni rivolte al mondo accademico, e non solo, approfondendo argomenti poco frequentati ma di grande impatto sociale e culturale.
- Quaderni viola, verte sulle questioni del femminismo e dell'autodeterminazione dei soggetti LGBT.
- Scritture resistenti, pubblica testi letterari.
- Quinto tipo, collana diretta da Wu Ming 1, pubblica narrativa che sperimenta ibridazioni tra generi diversi
- Working Class collana diretta da Alberto Prunetti